# Lista över större konstutställningar i Göteborg
Lista över större nordiska och internationella konstutställningar i Göteborg efter årtal:

## 1800-talet
- 1869 – Konstutställningen i Göteborg, 1869
- 1871 – 1871 års konstutställning, i anslutning till 13:e allmänna svenska lantbruksmötet
- 1881 – Nordiska konstutställningen, 1881
- 1886 – Nordiska konstutställningen, 1886, Valandhuset
- 1891 – Konstutställningen i Göteborg, 1891,  Valandhuset
- 1896 – 1896 års utställning, Göteborgs museum

## 1900-talet
- 1923 – Nordisk konst, 1923
- 1939 – Nordisk konst, 1939
- 1941 – Nordisk konst, 1941
- 1943 – Nordisk konst, 1943

## 2000-talet
- 2001 – Erfarenhet – Upplösning (GIBCA), 2001
- 2003 – Against all Evens (GIBCA), 2003
- 2005 – More ! than This – Negotiating realities (GIBCA), 2005
- 2007 – Rethinking Dissent – om politikens begränsningar och motståndets möjligheter (GIBCA), 2007
- 2009 – What a Wonderful World (GIBCA), 2009
- 2011 – Pandemonium: Art in a Time of 'Creativity Fever' (GIBCA), 2011
- 2013 – Play: Recapturing the Radical Imagination (GIBCA), 2013
- 2015 – A story within a story... (GIBCA), 2015
- 2017 – WheredoIendandyoubegin – On Secularity (GIBCA), 2017
- 2019 – Part of the Labyrinth (GIBCA), 2019
- 2021 – The Ghost Ship and the Sea Change (GIBCA), 2021